# Peter Falk
Peter Michael Falk, ameriški gledališki, filmski in televizijski igralec, *16. september 1927, New York City, New York, Združene države Amerike, † 23. junij 2011, Beverly Hills, Kalifornija, Združene države Amerike.
Falk je najbolje poznan po svoji vlogi poročnika Columba v televizijski seriji Columbo. Ustvaril je številne televizijske vloge, pojavil se je tudi v mnogih filmih, na primer Princesa nevesta, Velika dirka in Next. Dvakrat je bil nominiran za oskarja (prvič leta 1960 za film Murder, Inc., drugič pa leta 1961 za film Pocketful of Miracles), petkrat je prejel emmyja (štirikrat za serijo Columbo), enkrat pa je bil nagrajen z zlatim globusom. Režiser William Friedkin je ob opisovanju njegove vloge v filmu The Brink's Job (1978) dejal: »Peter ima velik razpon, saj lahko igra tako v drami kot v komediji. Lahko vam stre srce ali pa vas nasmeji.«
Leta 1968 je z Geneom Barryjem zaigral Columba, izkušenega, sproščenega detektiva v devetdesetminutnem televizijskem filmu Prescription: Murder. Kasneje so pričeli snemati serijo Columbo, ki je nazadnje poleg serij McCloud in McMillan & Wife postala del antologije serij z naslovom »NBC-jev detektivski film« (»The NBC Mystery Movie«). Detektivsko serijo so snemali med letoma 1971 in 1978 za kanal NBC, kasneje pa jo je kanal ABC pričel ponovno snemati leta 1989; s snemanjem so dokončno zaključili leta 2003. Falk je postal »najljubši raztresen televizijski detektiv,« je zapisal zgodovinar David Fantle.
Leta 1996 ga je časopis TV Guide uvrstil na enaindvajseto mesto na svojem seznamu »50 največjih televizijskih zvezd vseh časov«. Posthumno je dobil zvezdo na hollywoodski aleji slavnih, ki je za časa življenja ni želel.

## Zgodnje življenje
Peter Michael Falk se je rodil v New York Cityju kot sin Michaela Petra Falka, lastnika trgovine z oblekami, in njegove žene Madeline (roj. Hochhauser), računovodkinje in menedžerke trgovine. Oba njegova starša sta Juda. Njegov oče ima poljske in ruske, njegova mama pa češke in madžarske korenine.
Njegovo desno oko so pri treh letih operativno odstranili zaradi retinoblastoma; večino svojega življenja je nosil stekleno oko. Kljub temu je Falk v otroštvu sodeloval pri mnogih športnih dejavnostih, največ pri bejzbolu in košarki. V intervjuju z novinarjem Arthurjem Marxom za revijo Cigar Aficionado leta 1997 je dejal: »Spomnim se, da me je nekoč sodnik pri tretji bazi poslal iz igre, čeprav sem bil prepričan, da sem varen. Tako sem se razjezil, da sem si snel svoje stekleno oko, mu ga dal v roko in dejal: 'Pa poskusite tole.' Ne bi verjeli, kako so se mi smejali.«
Njegova prva igralska vloga je bila vloga v igri The Pirates of Penzance na taboru High Point v New Yorku, ki jo je dobil pri dvanajstih letih; na taboru je bil eden od njegovih svetovalcev igralec Ross Martin, s katerim je kasneje zaigral v filmu Velika dirka in v epizodi »Suitable For Framing« serije Columbo. Falk je obiskoval srednjo šolo Ossining v Westchester Countyju, New York, kjer je bil velika športna zvezda in v zadnjem letniku predsednik svojega razreda. Ko je leta 1945 končal srednjo šolo, je za kratek čas obiskoval kolidž Hamilton v Clintonu, New York, nato pa se je skušal pridružiti ameriški vojski in se bojevati v drugi svetovni vojni. Ker so ga zaradi njegovega steklenega očesa zavrnili, se je kot kuhar in čistilec pridružil ameriški trgovski mornarici. »Tam je vseeno, če si slep,« je dejal v intervjuju leta 1997. »Edini, ki mora videti ladjo, je kapitan. In v primeru Titanika je tudi on ni videl.« O svojem življenju v tistem času je v svoji avtobiografiji kasneje povedal:
Eno leto na vodi je bilo zame več kot dovolj, zato sem se vrnil na kolidž. Tudi tam nisem ostal predolgo. Preveč me je srbelo. Kaj sledi? Želel sem oditi v Izrael, da bi se bojeval v vojni v Egiptu; a do Izraela nisem čutil nobene strasti, do Egipta nisem čutil nobene strasti, želel sem si le nečesa bolj razburljivega ... Dodelili so mi ladjo in datum odhoda, a se je vojna končala, še preden je ladja sploh izplula.
Po letu in pol pri marincih se je vrnil na kolidž Hamliton in se kasneje pričel šolati na univerzi Wisconsina. Nato se je prešolal na zasebno univerzo New School for Social Research v New Yorku, kjer je leta 1951 diplomiral iz književnosti in političnih znanosti. Po koncu šolanja je odpotoval v Evropo, kjer je šest mesecev delal na železnici v Jugoslaviji. Nato se je vpisal na univerzo Syracuse, a v svoji avtobiografiji Just One More Thing, izdani leta 2006, je napisal, da še več let po koncu srednje šole ni vedel, kaj bi rad počel v svojem življenju.
Falk je na Maxwellovi fakulteti Univerze v Syracusu leta 1953 magistriral iz javne administracije. Namen celotnega študija je bilo usposobiti civiliste za vladno službo; kasneje je Falk v svoji avtobiografiji napisal, da ga taka kariera »ni zanimala, niti nisem bil nadarjen na tem področju.« Prijavil se je za službo pri CIA, vendar so ga zavrnili, saj je bil v času služenja pri marincih član sindikata stevardov in kuharjev s komunističnimi težnjami, pa čeprav je bilo članstvo obvezno in pri aktivnostih sindikata ni nikdar aktivno sodeloval. Postal je analitik v pisarni za proračun zvezne države Connecticut v Hartfordu. Falk je svoj poklic opisal kot »strokovnjak za učinkovitost«. »Bil sem tak strokovnjak za učinkovitost, da zjutraj nisem mogel najti stavbe, v katero bi moral oditi v službo,« je povedal leta 1997. »Seveda sem zamudil, v tistih dneh vsakič, a ironično mi je prav moja nagnjenost k zamujanju pomagala pri uspehu v igralski karieri.«

## Kariera

### Gledališka kariera
Medtem ko je delal v Hartfordu, se je Peter Falk pridružil lokalni gledališki skupini, imenovani Mark Twain Masquers, kjer je igral v igrah, kot so The Caine Mutiny Court-Martial, The Crucible in The Country Girl Clifforda Odetsa. Pričel se je učiti igranja pri igralki Evi Le Gallienne, ki je prirejala tečaj igre v gledališču White Barn v Westportu, Connecticut. Kasneje je dejal, da je do učnih ur prišel »z lažjo«, saj so tečaj organizirali le za poklicne igralce in ne za amaterje, kakršen je bil sam. Vsako sredo se je iz Hartforda odpeljal do Westporta, kjer so učne ure potekale, in po navadi je zamudil.
V intervjuju z Arthurjem Marxom za revijo Cigar Aficionado leta 1997 je Falk dejal: »Ko sem na tečaj nekoč prišel prepozno, me je pogledala in dejala: 'Mladenič, zakaj vedno zamujaš?' in povedal sem ji: 'Sem se moram pripeljati iz Hartforda.' Vzvišeno me je pogledala in me vprašala: 'Kaj pa počneš v Hartfordu? Tam ni gledališča. Kako se preživljaš kot igralec?'« Takrat ji je priznal, da v resnici ni igralec in Le Gallienneova naj bi ga strogo pogledala in mu dejala: »No, pa bi moral biti.« Po tečaju se je odpeljal nazaj v Hartford in dal odpoved.
V igralski skupini Le Gallienneove ostal še nekaj mesecev, nato pa mu je Le Gallienneova napisala priporočilo, s katerim je odšel do agenta agencije Williama Morrisa v New Yorku. Leta 1956 se je preselil v Greenwich Village.
Njegova prva gledališka vloga v New Yorku je bila vloga v priredbi Molièrove drame Dom Juan v gledališču Fourth Street; ker igra ni bila uspešna, so jo že po prvem nastopu 3. januarja 1956 ukinili. V njej je Peter Falk igral enega od glavnih likov, Sganarellea. Njegova naslednja gledališka vloga mu je prinesla več uspeha. Maja tistega leta se je pojavil v gledališki igri The Iceman Cometh v gledališču Circle in the Square, kjer je poleg Jasona Robardsa zaigral natakarja.
Leta 1956 je Falk prvič zaigral na Broadwayu, in sicer v gledališki igri Diary of a Scoundrel Alexandra Ostrovskyja. Ob koncu tistega leta je ponovno zaigral na Broadwayju kot angleški vojak v igri Georgea Bernarda Shawa Saint Joan, poleg Siobhán McKenna. Leta 1972 se je pojavil v še eni broadwayski igri, The Prisoner of Second Avenue.
Po mnenju filmskega zgodovinarja Ephraima Katza imajo njegove vloge zaradi škiljenja, ki je posledica izgube očesa, dodatno pristnost.

### Zgodnja filmska kariera
Kljub njegovemu uspehu v gledališču je agent Petru Falku svetoval, naj ne pričakuje, da bo dobil veliko filmskih vlog, saj ga bo pri tem oviralo njegovo stekleno oko. Avdicije za Columbia Pictures ni prestal, saj mu je šef studija Harry Cohn povedal, da lahko »za ta denar dobi igralca z dvema očesoma.« Kljub temu, da je opravil obetaven intervju za eno od glavnih vlog, mu tudi ni uspelo dobiti vloge v filmu Marjorie Morningstar. Ob začetku svoje filmske kariere se je pojavljal predvsem v manjših vlogah v filmih, kot so Wind Across the Everglades, The Bloody Brood (1959) in Pretty Boy Floyd.
Njegov nastop v filmu Murder, Inc. (1960) je pomenil prelomnico v njegovi filmski karieri. V filmu, ki je temeljil na zgodbi skupine morilcev s tem imenom, ki je delovala v New Yorku v tridesetih, je zaigral morilca Abea Relesa. Filmski kritik pri časopisu The New York Times Bosley Crowther filma sicer ni pohvalil, saj ga je opisal kot »le še en povprečen gangsterski film«, je pa opazil Falkov »zabavno zloben nastop.« Zapisal je:
G. Falk, ki se premika, kot da bi bil popolnoma izčrpan, ljudi gleda iz kotičkov svojih oči in govori, kot da bi si sposodil žvečilni gumi Marlona Branda, se zdi kot karikatura morilca, vse dokler voda v njegovih očeh ne zamrzne, iz žepa ne potegne svojega noža in prične nekomu zabijati luknje v rebra. Nato vsa hudobija izpuhti iz njega in začutiš zločinca, ki je dodobra zlomljen in pokvarjen.
S tem filmom je Falk zaslovel. V svoji avtobiografiji Just One More Thing (2006) je Falk dejal, da je avdicijo za njegovo vlogo obiskalo še na tisoče drugih gledaliških igralcev in da je bil »čudež«, ki je »mojo kariero naredil uspešno« in da brez te vloge zagotovo ne bi dobil drugih filmskih vlog, s katerimi je uspel kasneje. Falk, ki je Relesa leta 1960 zaigral tudi v televizijski seriji The Witness, je bil za svojo vlogo v tem filmu nominiran za oskarja za najboljšega stranskega igralca.
Leta 1961 je z več oskarji nagrajen režiser Frank Capra Petra Falka izbral za vlogo v komediji Pocketful of Miracles. Film je bil Caprin zadnji film in čeprav ni dosegel komercialnega uspeha, na katerega so upali, je bil »navdušen nad Falkovim nastopom.« Falk je za ta film prejel svojo drugo nominacijo za oskarja. V svoji avtobiografiji je Capra o Falku napisal:
Celotna produkcija je bila agonija ... z izjemo Petra Falka. Bil je moje veselje, moja vez z resničnostjo. Ko sem tega neverjetno talentiranega fanta predstavil tehnikam komedije, sem pozabil na svoje bolečine, utrujenost in paniko zaradi umora Glenna Forda (zvezde filma). Hvala, Peter Falk.
Tudi Falk je hvalil Capro, saj je dejal, da še nikoli ni »delal z režiserjem, ki bi pokazal večje veselje do igralcev in igralske umetnosti.« Rekel je: »Igralcu ni nič bolj pomembno kot vedenje, da oseba, ki te predstavlja občinstvu, ceni, kar počneš.« Povedal je, da se spominja, da je Capra nekoč nek prizor ponovno posnel, čeprav je Falk vpil, naj kar končajo. Ko ga je vprašal, zakaj je prizor želel posneti ponovno, se je Capra »zasmejal in dejal, da mu je bil prizor tako všeč, da ga je enostavno želel videti še enkrat. To pa je podpora!«
Do konca šestdesetih je Peter Falk igral v glavnem manjše vloge v filmih in televizijskih serijah. Več pozornosti je pritegnil v vlogi enega od dveh taksistov, ki postaneta žrtvi pohlepa, v komediji It's a Mad, Mad, Mad, Mad World (1963), čeprav je zaigral le v zadnji petini filma. Njegova ostala dela vključujejo komičnega prevaranta v filmu Robin and the 7 Hoods (1964) poleg Franka Sinatre, Deana Martina, Sammyja Davisa, Jr. in Binga Crosbyja ter Velika dirka (1965) ob Jacku Lemmonu in Tonyju Curtisu.

### Zgodnja televizijska kariera
Peter Falk je na televiziji prvič zaigral leta 1957, in sicer v dramskih antologijah, ki so jih kasneje poimenovali »Zlata doba televizije« (»Golden Age of Television«). Leta 1957 je zaigral v epizodi televizijske serije Robert Montgomery Presents. Zaigral je tudi v epizodah serij Studio One, Kraft Television Theater, New York Confidential, Naked City, The Islanders in Have Gun–Will Travel ter v glavni vlogi v seriji Decoy poleg Beverly Garland v vlogi policistke. V seriji Zona somraka je upodobil revolucionarja, podobnega Fidelu Castru, ki se mu v magičnem zrcalu prikazujejo atentatorji.
Leta 1961 je bil nominiran za emmyja za svoj nastop v epizodi »Cold Turkey« ABC-jeve serije Jamesa Whitmorea, The Law and Mr. Jones. 29. septembra 1961 sta Falk in Walter Matthau zaigrala v prvi epizodi ABC-jeve dramske serije Target: The Corruptors »The Million Dollar Dump« poleg Stephena McNallyja in Roberta Harlanda. Leta 1962 je prejel emmyja, in sicer za svoj nastop v epizodi »The Price of Tomatoes« dramske serije The Dick Powell Show.
Leta 1963 sta Peter Falk in Tommy Sands zaigrala brata, ki se spreta na poti do železnice, v epizodi »The Gus Morgan Story« ABC-jeve serije Wagon Train. Falk je zaigral Gusa, brezkompromisnega podjetnika, Sands pa njegovega mlajšega in rahločutnejšega brata Ethana Morgana. Med prepirom zaradi načrtov glede železniške proge Ethan po nesreči ustreli železničarja Chrisa Halea, ki ga je zaigral John McIntire. Reševanje ranjenega Chrisa prekine nevihta, zaradi katere pobegneta njuna konja, Ethan pa zaradi napora omedli. Gus sprejme težko odločitev in Chrisa zadavi, da bi mu prihranil muke umiranja. Navkljub vsemu Hale preživi in se splazi z gore, odločen, da se bo maščeval Gusu. Na koncu epizode Hale spozna, pred kakšno preizkušnjo je bil postavljen Gus, brata pa se pobotata. Epizoda je znamenita, ker je prikazala, kako daleč je človek sposoben iti, da bi rešil svoje življenje ali življenje svojega brata.
Falkova prva televizijska serija je bila serija The Trials of O'Brien, v kateri je zaigral odvetnika O'Briena. Serijo so snemali med letoma 1965 in 1966, po dvaindvajsetih epizodah pa so jo ukinili.
Leta 1971 je Pierre Cossette s pomočjo Falka podelitev nagrad grammy prvič v živo prenašal tudi na televiziji. V svoji avtobiografiji je Cossette napisal: »Kar mi je pomenilo največ, pa je bilo dejstvo, da me je Peter Falk rešil. Obožujem ta posel in obožujem Petra Falka.«

### Columbo
Čeprav se je Falk večkrat pojavil na televiziji že v šestdesetih in sedemdesetih, je najbolj prepoznaven po glavni vlogi v televizijski seriji Columbo, po opisu Davida Fantlea »najljubšega raztresenega televizijskega detektiva vsega občinstva«. Njegov lik je bil zanikrn in navidezno odsoten policijski poročnik in detektiv, ki se je prvič pojavil v televizijskem filmu Prescription: Murder (1968). Falk je svojo vlogo v intervjuju s Fantleom opisal tako:
Okrog Columba je pristna megla, za katero se zdi, da visi v zraku okrog njega ... z lahkoto se ga zamoti ... Columbo je pravo nasprotje Sherlocka Holmesa. Holmes je imel dolg vrat, Columbo pa vratu sploh nima; Holmes kadi pipo, Columbo pa prežveči šest cigar na dan.
Televizijski kritik Ben Falk je napisal, da je Peter Falk »ustvaril ikoničnega policista ... ki je po mučni preiskavi, podobni igri mačke in miši, vedno dobil zločinca (ali zločinko).« Dodal je, da ideja za njegov lik »očitno izvira iz Dostojevskovega vztrajnega policijskega inšpektorja Porfirija Petroviča iz romana Zločin in kazen«.
Falk je lik poskušal analizirati in o razliki med lastno in Columbovo osebnostjo je dejal:
Sam sem Jud, po horoskopu devica, kar pomeni, da sem popolnoma obseden. Ni dovolj, da zadanem večino podrobnosti, moram jih vse. Obtožili so me že perfekcionizma. Ko je Lew Wasserman (vodja studia Universal) dejal, da sem perfekcionist, nisem bil prepričan, ali je to pohvala ali pa mu grem le strašansko na živce.
S »splošnim navdušenjem« je Peter Falk ob izhajanju serije pričel opažati, da je »zaslovel po vsem svetu.« Povedal je: »Obiskal sem majhne vasice v Afriki, kjer imajo morda le en televizijski sprejemnik, a so se za menoj podili majhni otroci in vpili: 'Columbo, Columbo!'« Pevec Johnny Cash se je spominjal dogodkov ob snemanju ene izmed epizod, v kateri je zaigral tudi sam, čeprav je bil takrat kot igralec še zelo neizkušen; v svoji avtobiografiji je napisal: »Peter Falk je bil zelo dober do mene. Zelo me je bilo strah zaradi igralske vloge in vsak dan mi je pomagal na več majhnih načinov.«
Prvo epizodo serije je režiral takrat petindvajsetletni Steven Spielberg; to je bilo eno njegovih prvih del. Falk je o snemanju te epizode v intervjuju s Spielbergovim biografom Josephom McBrideom povedal:
Sprijaznimo se, na začetku smo imeli nekaj sreče. Našo prvo epizodo, posneto leta 1971, je režiral mulec po imenu Steven Spielberg. Producentoma Linku in Levinsonu sem povedal: »Ta fant je predober za Columba.« ... Steven me je snemal z dolgim objektivom z drugega konca ulice. To pred dvajsetimi leti ni bilo tako pogosto. Kot igralcu mi je s tem vlil veliko zaupanja, pa še umetniško izgleda dobro — no, že takrat smo vedeli, da to ni navaden režiser.
Lik Columba je pred Falkom v eni epizodi zaigral Bert Freed, na Broadwayju pa Thomas Mitchell. Falk je Columba prvič zaigral leta 1968 v televizijskem filmu Prescription: Murder. Med letoma 1971 in 1978 so serijo Columbo redno predvajali na kanalu NBC kot del antologije »NBC-jev detektivski film« (»The NBC Mystery Movie«). Vse epizode so imele dolžino televizijskega filma, med 90 in 120 minut z oglasi vred. Serijo je med letoma 1989 in 2003 ponovno pričel izdajati ABC, vendar v krajši različici, Columba pa je zopet igral Falk. Za svojo vlogo Columba je prejel štiri emmyje.
Serija Columbo je bila tako popularna, da se je ustvarjalec serije William Link odločil izdati zbirko kratkih zgodb z naslovom The Columbo Collection (Crippen & Landru, 2010); knjiga vsebuje risbo Falka v vlogi Columba, ki jo je narisal Peter Falk sam. Vključuje tudi karikaturo Falka oziroma Columba avtorja Ala Hirschfelda.

### Kasnejša kariera
Falk je bil dober prijatelj režiserja neodvisnih filmov Johna Cassavetesa, zaigral je v več njegovih filmih, kot so Husbands, A Woman Under the Influence in Opening Night. Z njim je zaigral tudi v filmu Mikey and Nicky, Cassavetes pa se je pojavil v epizodi serije Columbo, »Étude in Black«, izdani leta 1972. Falk je opisal svoje izkušnje ob sodelovanju s Cassavetesom, od katerih se je najbolj spominjal njegovih pristopov k režiranju, na primer tega, da je snemal tako, da igralec včasih sploh ni vedel, ali kamera deluje. Povedal je:
Nikoli nisi vedel, ali je kamera prižgana. In nikdar nisi slišal: »Akcija. Stop. Še enkrat.« John je včasih sredi snemanja pričel hoditi naokoli in govoriti, in čeprav se tega nisi zavedel, je kamera ves čas snemala. Tako da nikoli nisem vedel, kaj za vraga počne. [Smeh] Ampak na koncu sem bil jaz, pa verjetno tudi drugi, manj obremenjen sam s sabo in manj osredotočen na kamero. To mu je uspelo bolje kot komurkoli, s katerim sem delal.
Leta 1978 je poleg Franka Sinatre v vlogi žrtve večera zaigral v komični oddaji The Dean Martin Celebrity Roast. Še naprej se je pojavljal tudi v filmih in ena od njegovih pomembnejših vlog v tistem času je bila vloga sumljivega nekdanjega agenta Cie dvomljive prisebnosti v komediji The In-Laws (1979). Režiser Arthur Hiller je dejal, da se je »film pričel, ker sta Alan Arkin in Peter Falk želela sodelovati. Odšla sta do studia Warner in rekla: 'Rada bi skupaj posnela film,' in Warner je privolil ... in nastal je film The In-Laws ... od vseh filmov, ki sem jih posnel, je The In-Laws pritegnil največ pozornosti.« Filmski kritik Roger Ebert je v primerjavi tega filma s kasnejšo priredbo dejal:
Peter Falk in Alan Arkin v prejšnjem filmu sta v primerjavi z Michaelom Douglasom in Albertom Brooksom v tem filmu ... imela boljšo kemijo. Falk na predavateljski način, počasi in potrpežljivo prične razlagati stvari, za katere so vsi prepričani, da nimajo smisla. Arkinu se sčasoma začne dozdevati, da je v rokah norca.
Pojavil se je tudi v filmih, kot so The Great Muppet Caper, Princesa nevesta, Murder By Death, The Cheap Detective, Vibes in Made ter v filmih Wima Wendersa Wings of Desire (1987) in Faraway, So Close! (1993). Leta 1998 je Falk v New Yorku ponovno zaigral v gledališču in sicer v gledališki igri Arthurja Millerja Mr. Peters' Connections. Že pred tem se je nekajkrat pojavil v gledališču in sicer v vlogi prebrisanega nepremičninskega agenta Shelleyja Levinea v večkrat nagrajeni igri Glengarry Glen Ross Davida Mameta, ki so jo uprizarjali tako v Los Angelesu kot tudi v Bostonu.
Zaigral je tudi v trilogiji božičnih filmov – A Town Without Christmas (2001), Finding John Christmas (2003) in When Angels Come to Town (2004) – v kateri je upodobil Maxa, čudaškega angela varuha, ki se pogosto zamaskira in komunicira s svojimi varovanci, da jih spravi na pravo pot. Leta 2005 se je pojavil v filmu The Thing About My Folks. Čeprav je kritik Roger Ebert kritiziral večino igralske zasedbe, je v svoji oceni filma napisal, da » ... smo ponovno odkrili, kako topel in vdan igralec je Peter Falk. Filma vam ne morem priporočiti, a zaradi Falka sem vesel, da sem ga videl.« Leta 2007 je Peter Falk poleg Nicolasa Cagea zaigral v trilerju Slutnja (Next). Njegov zadnji film je bil American Cowslip, izdan leta 2009.

## Zasebno življenje
Peter Falk se je 17. aprila 1960 poročil z Alyce Mayo, medtem ko sta bila oba še študenta na Univerzi Syracuse. Posvojila sta dve hčerki, Catherine (ki je postala zasebna preiskovalka) in Jackie. Leta 1976 sta se ločila. 7. decembra 1977 se je poročil z igralko Shero Danese, ki je zaigrala v nekaj epizodah serije Columbo.
Falk je bil šolan umetnik in oktobra 2006 je priredil razstavo svojih del v Butlerjevem inštitutu ameriške umetnosti. Več ur je obiskoval tečaj umetnosti v New Yorku. Primere svojih skic je objavil tudi na svoji uradni spletni strani.
Poleg tega je bil amaterski igralec šaha. Leta 1972 je obiskal odprti turnir v šahu v Santa Monici, Kalifornija, avgusta 1983 pa odprti turnir v Pasadeni.
23. avgusta 2006 je pri založbi Carroll & Graf objavil svojo avtobiografijo Just One More Thing (ISBN 978-0-7867-1795-8).
O smrti je nekoč dejal: »To so samo vrata.«

### Smrt
V zadnjih letih Falkovega življenja so po medijih krožile govorice o igralčevi demenci, ki so se še okrepile, ko so ga aprila 2008 paparaci fotografirali na ulicah Beverly Hillsa, kjer je deloval odsotno in se obnašal čudaško. Čeprav je igralec dejal, da je bilo njegovo obnašanje posledica frustracije, ker se ni mogel spomniti, kam je parkiral svoj avtomobil, so mediji množično objavljali slike njegovega razdraženega vedenja in po incidentu se je Falk redko pojavljal v javnosti.
Po dvodnevnem sojenju za nadzor nad Falkom v Los Angelesu junija 2009 je eden od njegovih osebnih zdravnikov, dr. Stephen Read, poročal, da je Falk postopoma po več zobnih operacijah leta 2007 pričel kazati znake demence. Dr. Read je dejal, da ni znano, ali se je demenca poslabšala zaradi anestezije ali pa zaradi kakšne druge reakcije na operacijo. Dodal je, da je njegovo stanje tako slabo, da se ne spominja več lika Columba. Sodišče je za Falkovo skrbnico določilo njegovo ženo Shero Danese Falk.
Triinosemdesetletni Peter Falk je umrl 23. junija 2011 zvečer na svojem domu v Roxbury Driveu, Beverly Hills, kjer je živel že več let. Vzrok smrti je bil zastoj srca, do katerega naj bi prišlo zaradi pljučnice in Alzheimerjeve bolezni. Falka so preživele žena in dve hčerki. Njegovi hčeri sta dejali, da se bosta spominjali njegove »modrosti in humorja«. Falk je pokopan na pokopališču Westwood Village Memorial Park v Los Angelesu, Kalifornija.
Na Falkovo smrt se je odzvalo več slavnih osebnosti iz filmske industrije. Steven Spielberg je dejal: »Na začetku svoje odrske kariere sem se od njega naučil več, kot od kogarkoli drugega.« Stephen Fry je na Twitterju napisal, da je bil Columbo »največji televizijski detektiv vseh časov.« Rob Reiner je dejal: »Bil je edinstven igralec« in njegovo delo z Alanom Arkinom v filmu The In-Laws (1979) označil za »enega najbolj brilijantnih komičnih parov, kar smo jih kdaj videli na velikem zaslonu.«

## Filmografija
| Filmi      | Filmi                                         | Filmi                    | Filmi                                                                       |
| Leto       | Naslov                                        | Vloga                    | Opombe                                                                      |
| ---------- | --------------------------------------------- | ------------------------ | --------------------------------------------------------------------------- |
| 1959       | The Bloody Brood                              | Nico                     |                                                                             |
| 1960       | Murder Inc.                                   | Abe Reles                | Nominiran za oskarja za najboljšega stranskega igralca                      |
| 1960       | The Secret of the Purple Reef                 | Tom Weber                |                                                                             |
| 1961       | Zvrhan koš čudežev (Pocketful of Miracles)    | Joy Boy                  | nominiran za oskarja za najboljšega stranskega igralca                      |
| 1962       | Pressure Point                                | mlad psihiater           |                                                                             |
| 1963       | The Balcony                                   | šef policije             |                                                                             |
| 1963       | It's a Mad, Mad, Mad, Mad World               | taksist                  |                                                                             |
| 1964       | Robin and the 7 Hoods                         | Guy Gisborne             |                                                                             |
| 1964       | Italiani brava gente                          | bolničar                 | Italijanski film                                                            |
| 1965       | Velika dirka                                  | Max                      |                                                                             |
| 1966       | Penelope                                      | poročnik Horatio Bixbee  |                                                                             |
| 1966       | Too Many Thieves                              | Danny                    |                                                                             |
| 1967       | Luv                                           | Milt Manville            |                                                                             |
| 1968       | Anzio                                         | Jack Rabinoff            | alternativni naslovi: The Battle of Anzio, Lo Sbarco di Anzio (italijansko) |
| 1969       | Machine Gun McCain                            | Charlie Adamo            | alternativni naslovi: For a Price, Gli intoccabili (italijansko)            |
| 1969       | Castle Keep                                   | Načelnik Rossi           |                                                                             |
| 1970       | Husbands                                      | Archie Black             | režiral John Cassavetes                                                     |
| 1970       | Operation Snafu                               | Peter Pawney             |                                                                             |
| 1974       | A Woman Under the Influence                   | Nick Longhetti           | režiral John Cassavetes                                                     |
| 1976       | Murder by Death                               | Sam Diamond              |                                                                             |
| 1976       | Mikey and Nicky                               | Mikey                    |                                                                             |
| 1976       | Griffin and Phoenix                           | Geoffrey Griffin         |                                                                             |
| 1977       | Opening Night                                 | on sam                   | režiral John Cassavetes                                                     |
| 1978       | The Brink's Job                               | Tony Pino                |                                                                             |
| 1978       | The Cheap Detective                           | Lou Peckinpaugh          | alternativni naslov: Neil Simon's The Cheap Detective                       |
| 1978       | Scared Straight!                              | on - voditelj            | dokumentarni film; režiral Arnold Shapiro                                   |
| 1979       | The In-Laws                                   | Vincent J. Ricardo       |                                                                             |
| 1981       | ...All the Marbles                            | Harry Sears              | alternativni naslov: The California Dolls                                   |
| 1981       | The Great Muppet Caper                        | potepuh                  |                                                                             |
| 1986       | Big Trouble                                   | Steve Rickey             | režiral John Cassavetes                                                     |
| 1987       | Princesa nevesta (The Princess Bride)         | dedek/pripovedovalec     |                                                                             |
| 1987       | Happy New Year                                | Nick                     | režiral John G. Avildsen                                                    |
| 1987       | Nebo nad Berlinom (Wings of Desire)           | on sam                   | režiral Wim Wenders                                                         |
| 1988       | Vibes                                         | Harry Buscafusco         | alternativni naslov: Vibes: The Secret of the Golden Pyramids               |
| 1989       | Cookie                                        | Dominick »Dino« Capisco  |                                                                             |
| 1990       | In the Spirit                                 | Roger Flan               | režirala Sandra Seacat                                                      |
| 1990       | Tune in Tomorrow                              | Pedro Carmichael         | alternativni naslov: Aunt Julia and the Scriptwriter                        |
| 1993       | Faraway, So Close!                            | on sam                   | režiral Wim Wenders                                                         |
| 1995       | Roommates                                     | Rocky Holzcek            |                                                                             |
| 1998       | Money Kings                                   | Vinnie Glynn             |                                                                             |
| 2001       | Made                                          | Max                      |                                                                             |
| 2001       | Corky Romano                                  | Francis A. »Pops« Romano | alternativni naslov: Corky Romano: 'Special' Agent                          |
| 2002       | Undisputed                                    | Mendy Ripstein           |                                                                             |
| 2004       | Kraljestvo morskega psa                       | Don Feinberg             | Glas                                                                        |
| 2005       | The Thing About My Folks                      | Sam Kleinman             |                                                                             |
| 2005       | Checking Out                                  | Morris Applebaum         |                                                                             |
| 2007       | Slutnja (Next)                                | Irv                      |                                                                             |
| 2009       | American Cowslip                              | Oče Randolph             |                                                                             |
| Televizija |                                               |                          |                                                                             |
| Leto       | Naslov                                        | Vloga                    | Opombe                                                                      |
| 1958       | Kraft Suspense Theatre                        | Izzy                     | 1 epizoda                                                                   |
| 1959       | Decoy                                         | Fred Dana                | 1 epizoda                                                                   |
| 1960       | Have Gun–Will Travel                          | Waller                   | 1 epizoda                                                                   |
| 1960       | The Untouchables                              | Duke Mullen              | 1 epizoda: »The Underworld Bank«                                            |
| 1961       | Zona somraka (The Twilight Zone)              | Ramos Clemente           | 1 epizoda: »The Mirror«                                                     |
| 1961       | The Barbara Stanwyck Show                     | Joe                      | 1 epizoda: »The Assassin«                                                   |
| 1962       | Ura s Hitchcockom (The Alfred Hitchcock Hour) | Pohlepen pridigar        | epizoda 13: »Bonfire«                                                       |
| 1962       | The New Breed                                 | Lopez                    | 1 epizoda                                                                   |
| 1963       | Wagon Train                                   | Gus Morgan               | 1 epizoda                                                                   |
| 1964       | Ben Casey                                     | Dr. Jimmy Reynolds       | 2 epizodi                                                                   |
| 1965–1966  | The Trials of O'Brien                         | Daniel O'Brien           | 22 epizod                                                                   |
| 1968       | A Hatful of Rain                              | Polo Pope                | 1 epizoda                                                                   |
| 1968–2003  | Columbo                                       | poročnik Columbo         | 69 epizod                                                                   |
| 1971       | The Name of the Game                          | Lewis Corbett            | 1 epizoda                                                                   |
| 1978       | The Dean Martin Celebrity Roast (komedija)    | On                       | Manjša vloga                                                                |
| 1995       | The Sunshine Boys                             | Willie Clark             | televizijski film                                                           |
| 2000       | A Storm in Summer                             | Abel Shaddick            | televizijski film                                                           |
| 2001       | Izgubljeni svet                               | Častiti Theo Kerr        | televizijski film                                                           |
| 2001       | A Town Without Christmas                      | Max                      | televizijski film                                                           |
| 2003       | Finding John Christmas                        | Max                      | televizijski film                                                           |
| 2004       | When Angels Come to Town                      | Max                      | televizijski film                                                           |